# Kelli Berglund

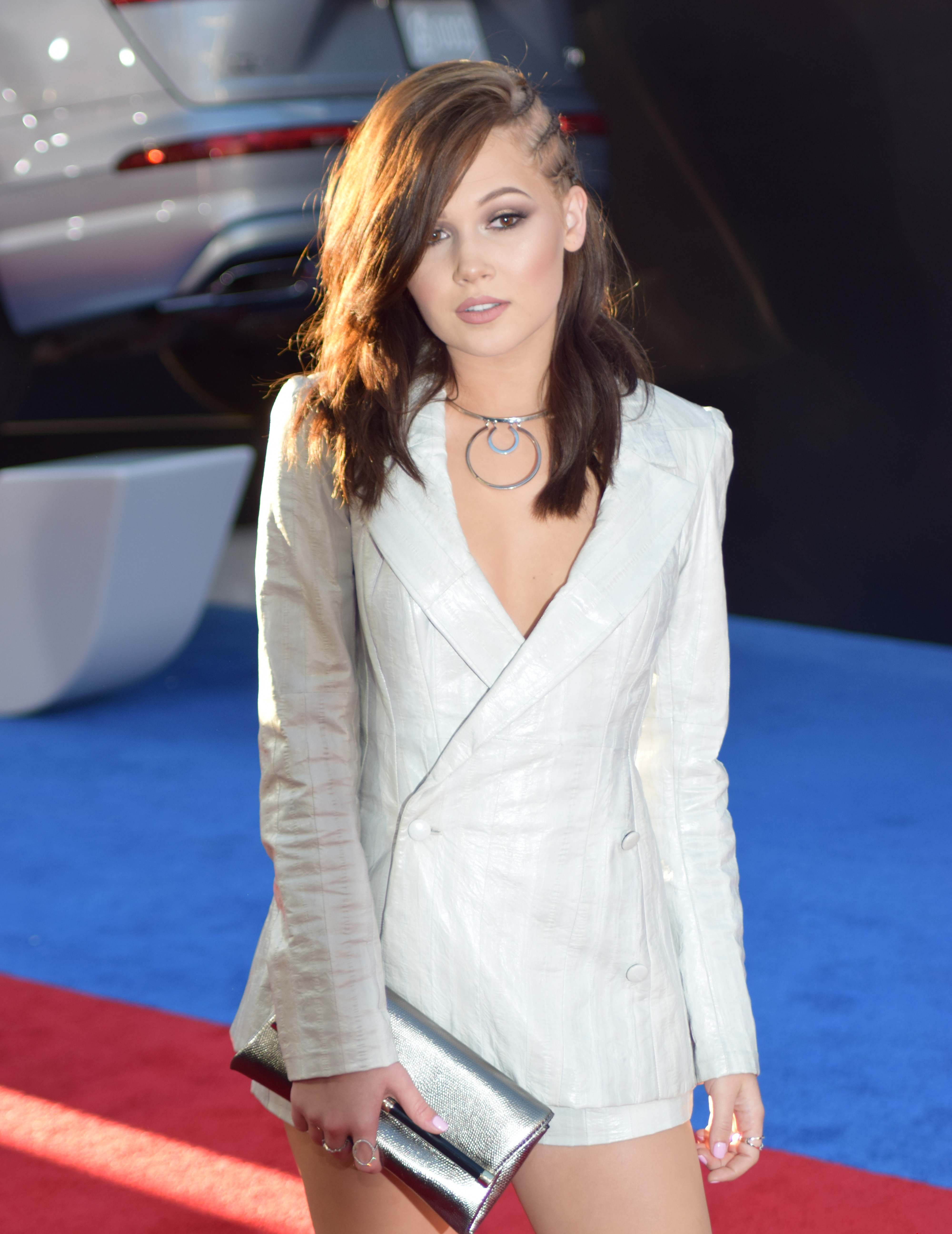
Kelli Berglund (2016)

Kelli Michelle Berglund (* 9. Februar 1996 in Moorpark, Kalifornien) ist eine US-amerikanische Schauspielerin und Sängerin.

## Leben
Kelli Berglund wurde im Februar 1996 in Moorpark, Kalifornien, als Tochter von Mark und Michelle Berglund geboren. Sie hat eine jüngere Schwester namens Kirra und besuchte die Moorpark High School. Ihre Karriere begann Berglund als Nebendarstellerin in Hip Hop Harry. Von 2012 bis 2016 spielte sie die Rolle der Bree in der Disney-XD-Sitcom S3 – Stark, schnell, schlau. Währenddessen absolvierte sie einen Gastauftritt in Karate-Chaoten. 2014 war sie an der Seite von China Anne McClain in dem Disney Channel Original Movie Albert aus Versehen zu sehen. Für den Fernsehfilm nahmen die beiden Hauptdarstellerinnen den Song Something Real auf. Berglund spielte Bree auch in der 2016 erschienenen Spinoff-Serie S3 – Gemeinsam stärker. 2019 war sie in der Hauptrolle der Carly Carlson in der Starz-Fernsehserie Now Apocalypse und in der der wiederkehrenden Rolle der Olivia in der vierten Staffel der Drama-Fernsehserie Animal Kingdom zu sehen.
Ab Dezember 2014 war Berglund einige Zeit mit dem Schauspieler Sterling Beaumon zusammen. 2016 ist sie mit Tyler Wilson liiert.

## Filmografie
- 2006: Bye Bye Benjamin (Kurzfilm)
- 2006–2008: Hip Hop Harry (Fernsehserie, 5 Episoden)
- 2012–2016: S3 – Stark, schnell, schlau (Lab Rats, Fernsehserie, 98 Episoden)
- 2013: Karate-Chaoten (Kickin' It, Fernsehserie, Episode 3x12)
- 2014: Albert aus Versehen (How to Build a Better Boy, Fernsehfilm)
- 2016: S3 – Gemeinsam stärker (Lab Rats: Elite Force, Fernsehserie, 16 Episoden)
- 2016: Raising the Bar
- 2016: 1 Night (One Night)
- 2016: Dolly Parton’s Christmas of Many Colors: Circle of Love (Fernsehfilm)
- 2017: The Night Shift (Fernsehserie, 2 Episoden)
- 2018: Love Daily (Fernsehserie, Episode 1x07)
- 2018: Alles auf Sieg (Going for Gold)
- 2019: Fosse/Verdon (Fernsehserie, Episode 1x03)
- 2019: Now Apocalypse (Fernsehserie, 10 Episoden)
- 2019: Animal Kingdom (Fernsehserie, 5 Episoden)
- 2019: Ghost in the Graveyard
- 2019–2022: Die Goldbergs (The Goldbergs, Fernsehserie, 7 Episoden)
- 2020: Hubie Halloween
- 2021: Cherry – Das Ende aller Unschuld (Cherry)
- 2021: Mark, Mary & Some Other People
- 2021–2023: Heels (Fernsehserie, 16 Episoden)
- 2024: Wallbanger
- 2024: Queen of the Ring
- 2025: Doctor Odyssey (Fernsehserie, Episode 1x16)

## Diskografie
- Something Real (gemeinsam mit China Anne McClain, 2014)
- Do You Want to Build a Snowman (gemeinsam mit dem Disney Circle of Star)